# Marquisat de Dalí de Púbol
Le marquisat de Dalí de Púbol, plus connu sous le nom de marquisat de Púbol, est un titre nobiliaire espagnol créé par le roi Juan Carlos Ier d'Espagne le 24 juillet 1982 en faveur de Salvador Dalí i Domènech, insigne peintre espagnol, représentant majeur du surréalisme. La dénomination du titre fait référence à son nom de famille ainsi qu'au château de Púbol à Púbol (Gérone), lieu de résidence du peintre.
En principe, le titre est accordé de façon perpétuelle et héréditaire. Cependant, à la demande expresse du peintre, il est converti en viager.

## Marquis de Dalí de Púbol
|                                        | Titulaire                              | Période                                | Maison                                 |                                        |
| Création par Juan Carlos Ier d'Espagne | Création par Juan Carlos Ier d'Espagne | Création par Juan Carlos Ier d'Espagne | Création par Juan Carlos Ier d'Espagne | Création par Juan Carlos Ier d'Espagne |
| -------------------------------------- | -------------------------------------- | -------------------------------------- | -------------------------------------- | -------------------------------------- |
| I                                      | Salvador Dalí i Domènech               | 1982-1989                              | Maison de Dalí de Púbol                |                                        |

## Histoire
- Salvador Dalí i Domènech (Figueras, 11 mai 1904 – ibidem, 23 janvier 1989), 1er marquis de Dalí de Púbol (1982-1989), marié avec Elena Ivanovna Diakonova (Kazan, Russie, 26 août 1894 - Port Lligat, 10 juin 1982). Sans descendance.

Dans son testament, fait à Púbol (Gérone), le 20 septembre 1982, il déclare « instituer un héritier universel et libre de tous ses biens, droits et créations artistiques, en l'État espagnol, avec la demande fervente de préserver, divulguer et protéger ses œuvres d'art ». Le ministère de l'Économie et des Finances et celui de la Culture acceptent l'héritage.